# Dème d'Áskio
Le dème d'Áskio, en grec moderne : Δήμος Άσκιου / Dímos Áskiou,  est un ancien dème du district régional de Kozáni, en Macédoine-Occidentale, Grèce. Depuis 2010, il est fusionné au sein du dème de Vóio.
Selon le recensement de 2011, la population du dème s'élève à 4 002 habitants.